# Horatio Caro
Horatio Caro (Newcastle upon Tyne, 5 luglio 1862 – Londra, 15 dicembre 1920) è stato uno scacchista britannico.
Nacque in Inghilterra, ma passò la maggior parte della propria vita scacchistica a Berlino.
Disputò diversi incontri importanti. Nel 1892 pattò con Curt von Bardeleben (+2 –2 =2) e perse con Szymon Winawer (+2 –3 =1). Nel 1903 pattò con von Bardeleben (+4 –4 =0). Nel 1905 vinse contro Moritz Lewitt (+4 –3 =5).
Vinse i tornei di Berlino del 1888, 1891, 1894, 1898 (ex aequo) e 1903.
La sua fama è legata principalmente alla difesa Caro-Kann, che analizzò sul periodico Bruederschaft nel 1886, e che prese il nome da lui e dallo scacchista austriaco Marcus Kann.
Morì a Londra all'età di 58 anni.